# Переславцев, Сергей Борисович
Серге́й Бори́сович Пересла́вцев (род. 3 апреля 1951, Красноярск, Красноярский край, СССР) — Герой Российской Федерации (1994). Ведущий инженер-парашютист-испытатель научно-производственного предприятия «Звезда».

## Биография
Родился 3 апреля 1951 года в городе Красноярске в семье военнослужащего. Русский.
- В 1955 году семья переехала в поселок Пески Коломенского района Московской области, где он окончил среднюю школу, после чего поступил в Коломенский государственный педагогический институт, окончив его в 1973 году. Работал на Песковском комбинате стройматериалов.
- В 1973—1975 годах — служил в Воздушно-десантных войсках в Среднеазиатском военном округе.
- В 1975 году после увольнения в запас несколько месяцев работал в Раменском управлении Внешторгфизики, после чего в том же году поступил на работу гражданским инженером-технологом в один из НИИ ВС СССР.
- С 1979 года по настоящее время работает в летно-исследовательском отделе научно-производственного предприятия «Звезда» (ныне Жуковский филиал НПО «Звезда»). Работал старшим парашютистом-инструктором, ведущим инженером-парашютистом-испытателем, с 1994 года — главным специалистом по летным и трековым испытаниям средств аварийного покидания летательных аппаратов.

Указом Президента Российской Федерации № 864 от 5 мая 1994 года за мужество и героизм, проявленные при испытаниях средств аварийного покидания вертолетов, Сергею Борисовичу Переславцеву присвоено звание Героя Российской Федерации с вручением медали «Золотая звезда» (№ 76).
Кавалер ордена ДОСААФ России "За заслуги" II степени за большой личный вклад в дело укрепления обороноспособности страны, за развитие технических военно-прикладных видов спорта и за военно-прикладное воспитание патриотическое молодёжи. 
Проживает в посёлке Пески Коломенского района Московской области.